# Ciclismo ai XIII Giochi dei piccoli stati d'Europa
Le gare di ciclismo ai XIII Giochi dei piccoli stati d'Europa si svolsero il 4 giugno 2009. Furono disputate solo due gare di mountain biking, maschile e femminile.

## Calendario
| MTB    | Uomini |   |   |   | MTB |   |   | 1 |
| MTB    | Donne  |   |   |   | MTB |   |   | 1 |
| Totale | Totale | 0 | 0 | 0 | 2   | 0 | 0 | 2 |

## Medagliere
| Pos.   | Paese      | Oro | Argento | Bronzo | Totale |
| ------ | ---------- | --- | ------- | ------ | ------ |
| 1      | Cipro      | 1   | 2       | 1      | 4      |
| 2      | San Marino | 1   | 0       | 1      | 2      |
| Totale | Totale     | 2   | 2       | 2      | 6      |

## Sommario degli eventi

### Uomini
| Evento                   | Oro                 | Tempo    | Argento        | Tempo   | Bronzo         | Tempo   |
| Mountain bike            |                     |          |                |         |                |         |
| Cross country (dettagli) | Marios Athanasiades | 2h00'25" | Vasilis Adamou | a 1'05" | Michalis Kitis | a 2'04" |

### Donne
| Evento                   | Oro              | Tempo    | Argento              | Tempo   | Bronzo            | Tempo    |
| Mountain bike            |                  |          |                      |         |                   |          |
| Cross country (dettagli) | Daniela Veronesi | 1h30'00" | Angeliki Sophocleous | a 9'31" | Roberta Monaldini | a 19'06" |